# エドモン・ロスタン
エドモン・ウジェーヌ・アレクシ・ロスタン（Edmond Eugène Alexis Rostand、1868年4月1日 - 1918年12月2日）は、フランスの韻文の劇作家。戯曲『シラノ・ド・ベルジュラック』の作者として、特に知られる。アカデミー・フランセーズ会員。

## 生涯
1868年、マルセイユの豪商の家に生まれた。1870年の普仏戦争から翌年のパリ・コミューンに至る騒擾を、家族ぐるみ、ピレネーの山ふところのバニェール＝ド＝ルション（Bagnères-de-Luchon）に避ける。
1884年、パリに上京し6区のコレージュ・スタニスラスを経てパリ大学法学部に学び、弁護士・外交官など将来に迷いながら、シャルル＝マリ＝ルネ・ルコント・ド・リール、ジュール・ルナールらの文人と交わる。1888年に最初の戯曲『赤い手袋』をクリュニー座（Théâtre de Cluny）で上演して、不評。1890年に、詩集『手すさび』を私費出版。
その年、2歳年長の詩人ロズモンド・ジェラール（Rosemonde Gérard）と結婚。そのときの代父はルコント・ド・リール、後見人は、アレクサンドル・デュマ・フィス（Alexandre Dumas fils）であった。1891年長男モーリス、1894年に次男ジャンを得る。モーリス（Maurice）は、後に作家。ジャン（Jean）は、後に生物学者となる（父と同じくアカデミー・フランセーズ会員。藤田嗣治の作品に『ジャン・ロスタンの肖像（Portrait de Jean Rostand）』がある）。
1894年、恋の幻滅と再生を描いた三募の韻文喜劇『ロマネスク』をコメディ・フランセーズに持ちこんで上演し、その叙情性が好評を呼んだ。ついで、中世吟遊詩人の悲恋物語『遠い国の姫君』をサラ・ベルナールのために書き、これは成功しなかったが、1897年さらに彼女のために書いた三幕の聖書劇『サマリアの女』は、ルネサンス座（Théâtre de la Renaissance）で上演して成功した。
そして、鼻が大きすぎて愛されないと信じている才人貴族の物語『シラノ・ド・ベルジュラック』で、畢生の大当たりをとった。これは、サラ・ベルナールの紹介で知り合った俳優、コンスタン・コクラン（Benoît Constant Coquelin）に依頼された五幕の韻文劇で、ポルト・サン＝マルタン座（Théâtre de la Porte Saint-Martin）の1897年12月28日の蓋明けから500日間、400回を打ちつづけ、パリ中を興奮させたと言われ、今に至るまで各国で頻繁に上演されている。
その後、1900年にナポレオン2世の悲運を描いた『鷲の子』をサラ・ベルナールにより、1910年に鳥ばかりが登場する寓意的な『東天紅』をコメディ・フランセーズでサッシャ・ギトリーにより、上演するが、世評はシラノに遠くおよばなかった。時代を先取りしすぎたとの所論が、後年行われている。
1901年5月30日、アカデミー・フランセーズの会員に選出される。1915年、女優マリー・マルケ（Mary Marquet）との関係が原因で、妻ロズモンドと離婚。
1918年12月2日、スペインかぜでパリにて死去、享年50歳。故郷マルセイユのサン・ピエール墓地に眠る。

## 著作

### 韻文劇
- 赤い手袋（Le Gant rouge）(1888)
- ロマネスク（Les Romanesques）(1894)
- 遙かなる姫君（La Princesse lointaine）(1895)
- サマリアの女（La Samaritaine）(1897)
- シラノ・ド・ベルジュラック（Cyrano de Bergerac）(1897)
- 鷲の子（L'Aiglon）(1900)
- シャントクレール / 東天紅（Chantecler）(1910)
- 全集（7 巻）（1910-11)
- ドン・ファンの最後の夜（La Dernière Nuit de Don Juan）(1921)（遺作）

### 詩集
- 手すさび（Les Musardises）(1890)

### 邦訳
- 『シラノ・ド・ベルジュラック』
  - 楠山正雄訳、新潮社〈泰西戯曲選集〉1922年
  - 辰野隆・鈴木信太郎共訳、白水社、1922年、1951年 / 岩波書店〈岩波文庫〉1951年、1983年
  - 中山知子訳、岩崎書店〈ジュニア版世界の文学〉1967年 / 『世界文学全集34』（新潮社、1928年）所収
  - 村松千代訳、『少年少女世界の名作文学26 - フランス編8』（川端康成ほか監修、大仏次郎編、1965年）所収
  - 岩瀬孝訳、旺文社〈旺文社文庫〉1971年
  - 渡辺守章訳、光文社〈光文社古典新訳文庫〉2008年
  - 橋爪健訳『悲劇の騎士 - シラノ・ド・ベルジュラック』偕成社〈世界名作文庫〉1955年 / 偕成社〈少年少女世界の名作〉1968年
  - 辰野隆・鈴木信太郎「シラノ週報の場」、鶴見俊輔・安野光雅・森毅・井上ひさし・池内紀共編『ちくま哲学の森7』（筑摩書房〈ちくま文庫〉2012年）所収
- 「シヤントクレヱル」岡野馨訳、『世界童話大系20 - 童話劇篇2』世界童話大系刊行会、1926年 / 名著普及会、1989年 / 『世界戯曲全集34 - 仏蘭西篇4 / 仏蘭西近代劇集』近代社世界戯曲全集刊行部、1930年